# Manzueto
Manzueto es una localidad peruana ubicada en el distrito de Paramonga, perteneciente a la provincia de Barranca del departamento de Lima, en la costa central del Perú. 

## Ubicación
Manzueto se ubica al noroeste de la provincia de Barranca, en el distrito de Paramonga, en el departamento de Lima..

## Demografía
En 2017 Manzueto tenía una población de 18 habitantes.
| Gráfica de evolución demográfica de Manzueto entre 1993 y 2017 |
|                                                                |
| Fuentes: Población 1993 y 2017                                 |